# 볼란테
볼란치(포르투갈어: Volante)는 수비형 미드필더를 뜻한다. '방향타'를 뜻하는 포르투갈어에서 유래되었다. 본래 브라질에서 사용되던 용어로써, 영어로는 '(Holding midfielder)'라고 부른다.
볼란치는 포백 라인 앞에서 상대의 공격을 일차적으로 저지하고, 상대에게 공을 빼앗아 공격진에게 볼을 배급한다. 공격진에게 어떻게 공을 연결하느냐에 따라 공격 방향이 결정되므로 '볼란치'(방향타)라는 이름이 지어진 것으로 보인다.
흔히 볼란치를 두명으로 두어서 각각 경기를 조율하는 딥-라잉 플레이메이커형 수비형 미드필더와 수비력이 뛰어난 수비형 미드필더로 구분하기도 한다. 브라질에서는 더블 볼란치 시스템을 사용하는 경우 프리메이루 볼란치, 세군두 볼란치로 구분하기도 한다.

## 같이 보기
- 미드필더
- 축구의 포지션